# المسيحية في المجر

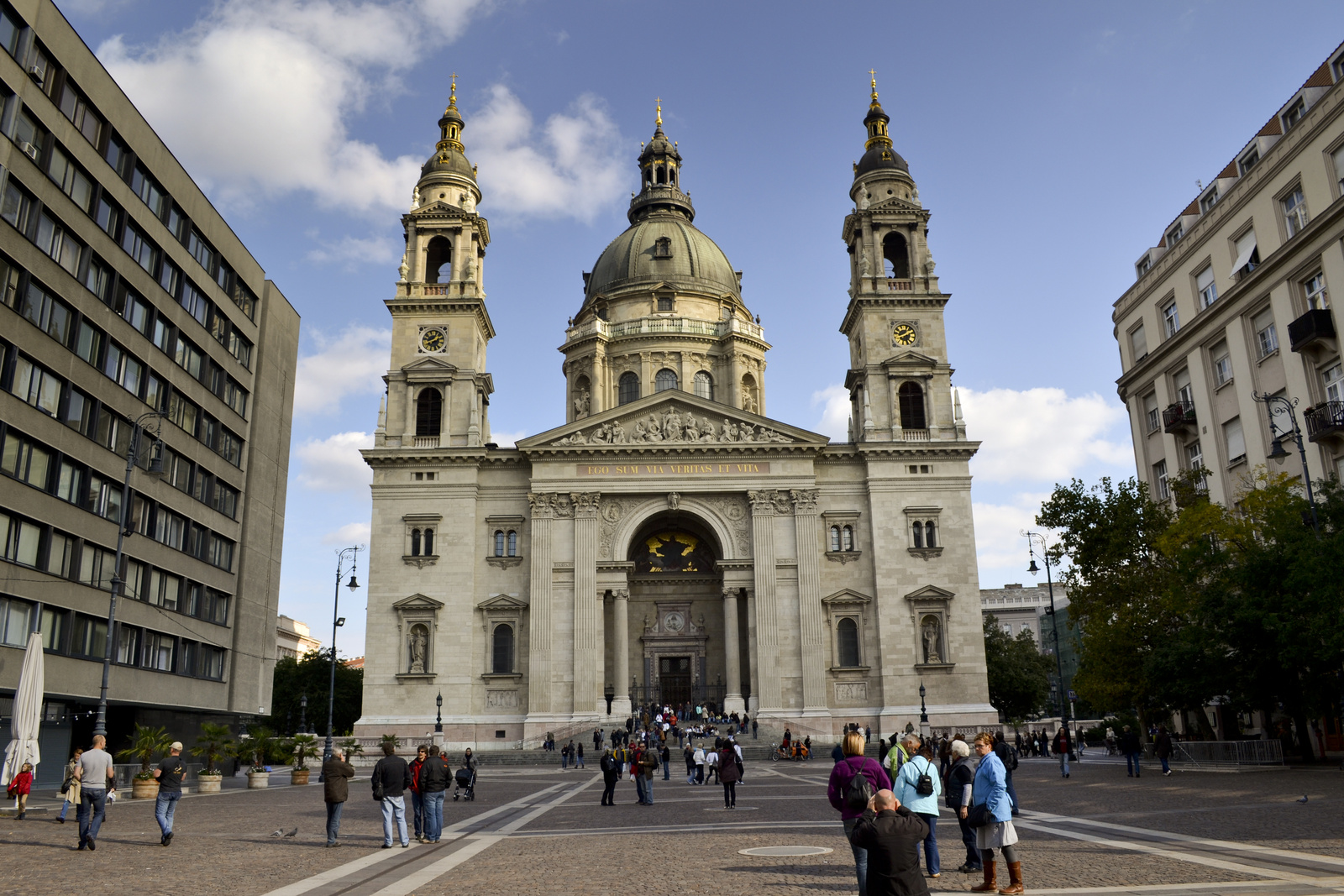
بازيليكا القديس اسطفان في مدينة بودابست.

المسيحية في المجر هي الديانة السائدة ويترواح أتباعها بين 74.3% حسب التعداد السكاني لعام 2001، وحوالي 80.1% من السكان حسب دراسة مركز بيو للأبحاث عام 2010. حسب التعداد السكاني لعام 2001 يأتي في مقدمة الطوائف المسيحية الكنيسة الكاثوليكية بحوالي 54.5% من السكان أي 5.5 مليون نسمة منهم 51.9% أتباع في الكنيسة الرومانية الكاثوليكية و2.6% أتباع في الكنيسة اليونانية الكاثوليكية.
خلال حقبة الإمبراطورية النمساوية المجرية كان التاج الإمبراطوري المُدافع عن المذهب الروماني الكاثوليكي بصفته «الدين الوطني للشعب المجري». وعلى الرغم من أن الجُمْهُورِيَّة المَجَريَّة حالياً لا تملك دين رسمي للدولة، الا أنّ الدستور يعترف ويعطي مكانة لدور الديانة المسيحية في بناء هوية الأمة الهنغاريّة. في ديباجة الدستور المجري عام 2011 يصف المجر بأنها «جزء من أوروبا المسيحية» وتقر «بدور المسيحية في الحفاظ على الأمّة»، في حين أن المادة السابعة تنص على أنه «يجب على الدولة التعاون مع الكنائس لتحقيق أهداف المجتمع». ومع ذلك، يضمن الدستور أيضًا حرية الدين والفصل بين الدين والدولة.

## تاريخ

### العصور الوسطى

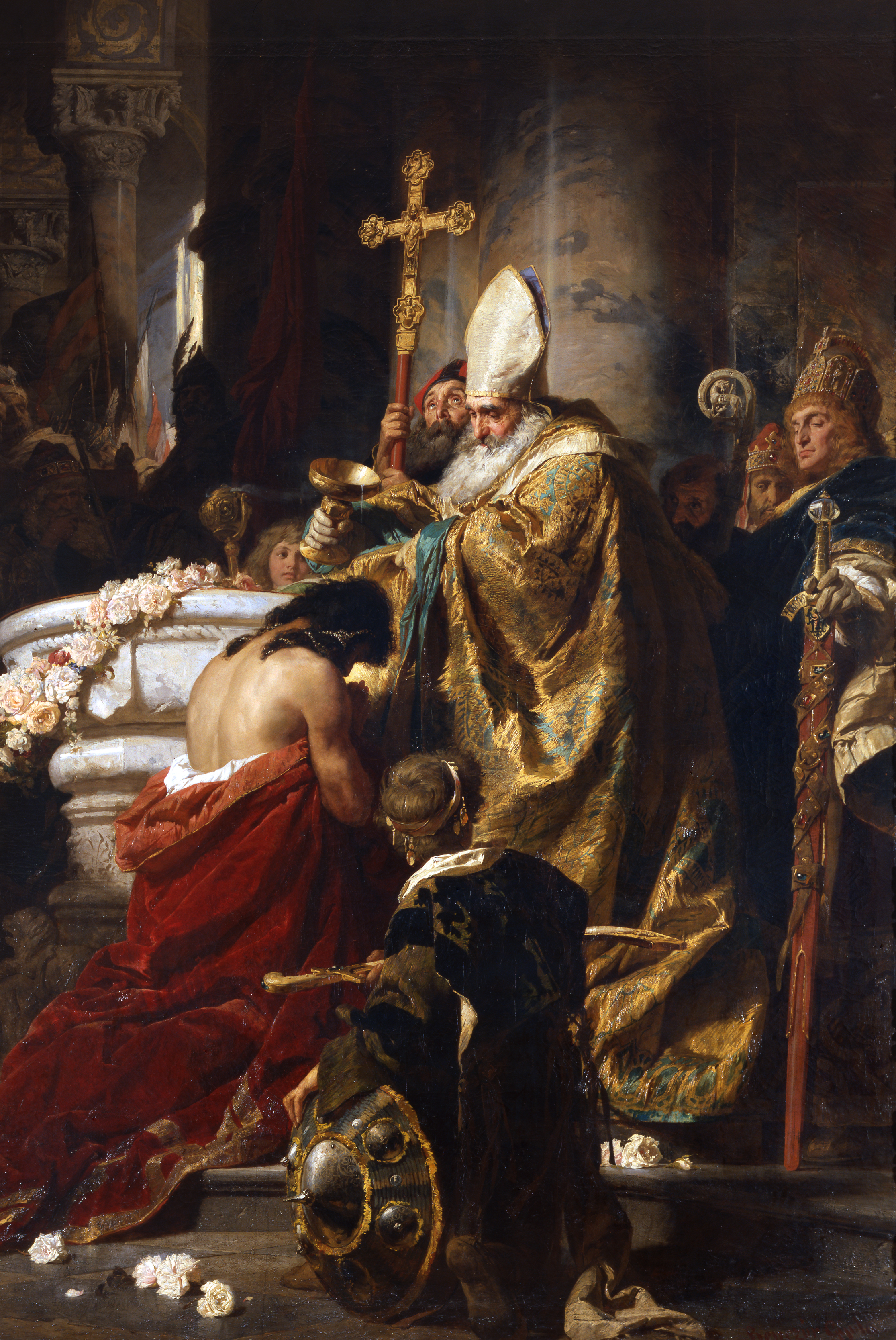
تعميد الملك اسطفان الأول، يُعتبر القديس اسطفان الأول شفيع وحامي المجر.

بدأ تاريخ المسيحية في المجر في المقاطعة الرومانية بانونيا حيث شهدت وجود الطوائف المسيحية منذ القرن الثالث. وكان للإمبراطورية البيزنطية المسيحية تأثير كبير على المجريين، إذ أُرسل العديد من المبشرين المسيحيين الشرقيين للبلاد لكن يبقى تأثير المسيحية الغربية كان أكبر، وقد أصبح غالبية الهنغاريين مسيحيين في القرن الحادي عشر. وذلك بعد تعميد ملك المجر الأول، القديس ستيفن الأول، حسب الطقوس المسيحية الغربية، وذلك على الرغم من تعمد والدته سارلوت حسب الطقوس المسيحيَّة الشرقيَّة.
تقليديًا أسس ستيفين الأول ملك المجر أول عشرة أبرشيات رومانية كاثوليكية في البلاد. ومنها أسقفية إسترغوم، وكالوكسا، وفيسبريم، وجيور، وإيغر، وبيكس وساناد والتي أنشأت قبل نهاية حكمه. أصبح رئيس أساقفة إسترغوم أعلى سلطة داخل الكنيسة الكاثوليكية المحلية وبنى ستيفين الأول ملك المجر أديرة تابعة للرهبنة البندكتية في بيسفاراد، وزالافار، باكونيبيل وزوبور فضلاً عن دير للراهبات في واد فيسبريم. هذه الاديرة الجديدة حافظت على الحرف التقليدية والمهارات الفنية وحافظت أيضًا على الثقافة الفكرية والمخطوطات القديمة داخل مدارسها ومكتباتها. فضلًا عن توفير حياة روحية لرهبانها، كانت الاديرة أيضًا مركز إنتاج زراعي واقتصادي، لا سيما في المناطق النائية، وأصبحت الاديرة إحدى القنوات الرئيسية للحضارة، حدثت انتفاضتين وثنيتين في البلاد بعد وفاة الملك إسطفان في عامي 1046 و1061، كان الهدف الرجوع الممارسات الوثنية القديمة، على الرغم من نجاح الأولى وفشل الثانية إلا أن لم تنتج أثارها.
تميز التشريع تحت حكم لاديسلاوس الأول ملك المجر بتنظيم متزايد للكنيسة الكاثوليكية نفسها. على سبيل المثال، في عام 1092 طالب سينودس زابولكس بعدم قبول أي رجل دين في المملكة دون التحقق من خلفيتهم. وأصدر المجمع أيضًا قرارًا بضرورة إجبار عامة الناس الذين غادروا قريتهم حيث بنيت الكنيسة على العودة. كما أثرت الإصلاحات الغريغورية على التشريع، ونتيجة لذلك، سمح للأساقفة والكهنة بالعيش مع زوجاتهم وأديارهم التي أنشأها مالكي الأراضي بحيث أمكن شراؤها وبيعها. وقد نصت شرائع السينودس الأخرى على أن المسلمين الذين تحولوا للمسيحية ولكن عادوا إلى ديانتهم القديمة ينفون من قريتهم وأن اليهود الذين يعملون في الأيام المقدسة المسيحية يعاقبون بمصادرة أدواتهم.
برزت مملكة المجر كمملكة متعدد الأعراق سكنها الرومان الكاثوليك والأرثوذكس. وبالتالي ساعد ملوك المجر كثيرًا البابوية في جهودها الرامية إلى توسيع حدود الكاثوليكية بشن الحروب ضد الوثنييين. وبرزت أهمية الكنيسة الكاثوليكية في العصور الوسطى ممثلة بتأثيرها على المجتمع إذ أدارت الكنيسة المدارس والمستشفيات، وشارك الأساقفة في كل من التشريع والإدارة العامة والوظائف القضائية، وتم تمويل هذه الأنشطة عن طريق العشور. وأضحت المجر من معاقل العالم المسيحي وأنتشر الطلاب المجريين ممن أصبحوا نخبة كنسيَّة في مراكز التعليم العالي الموجودة في أوروبا المسيحية القرطوسيَّة، منها جامعة بولونيا وأكسفورد وبادوفا وباريس. وعلى سبيل المثال كان لوكاس الذي أصبح رئيس أساقفة إسترغوم، أستاذ في جامعة باريس في حوالي عام 1150. وبصفته أسقف، رفض تتويج بيلا الثالث (1172-1196)، خوفًا من أن الملك الجديد، المتعلم في القسطنطينية، سيسمح للكنيسة الأرثوذكسية بالنمو. وظهرت الآداب العامية إلى الوجود في حوالي عام 1200. وبما أن النساء نادرًا ما تلقين تعليمًا رسميًا في اللاتينية، فإن الأديرة المرتبطة بالرهبانيات النسائية أصبحت مراكزًا للكتابة التعبدية باللغة المجرية. وكتبت القصيدة المجرية الأولى في القرن الثالث عشر المعروفة باسم رثاء مريم من قبل الراهبات.

### الإصلاح البروتستانتي

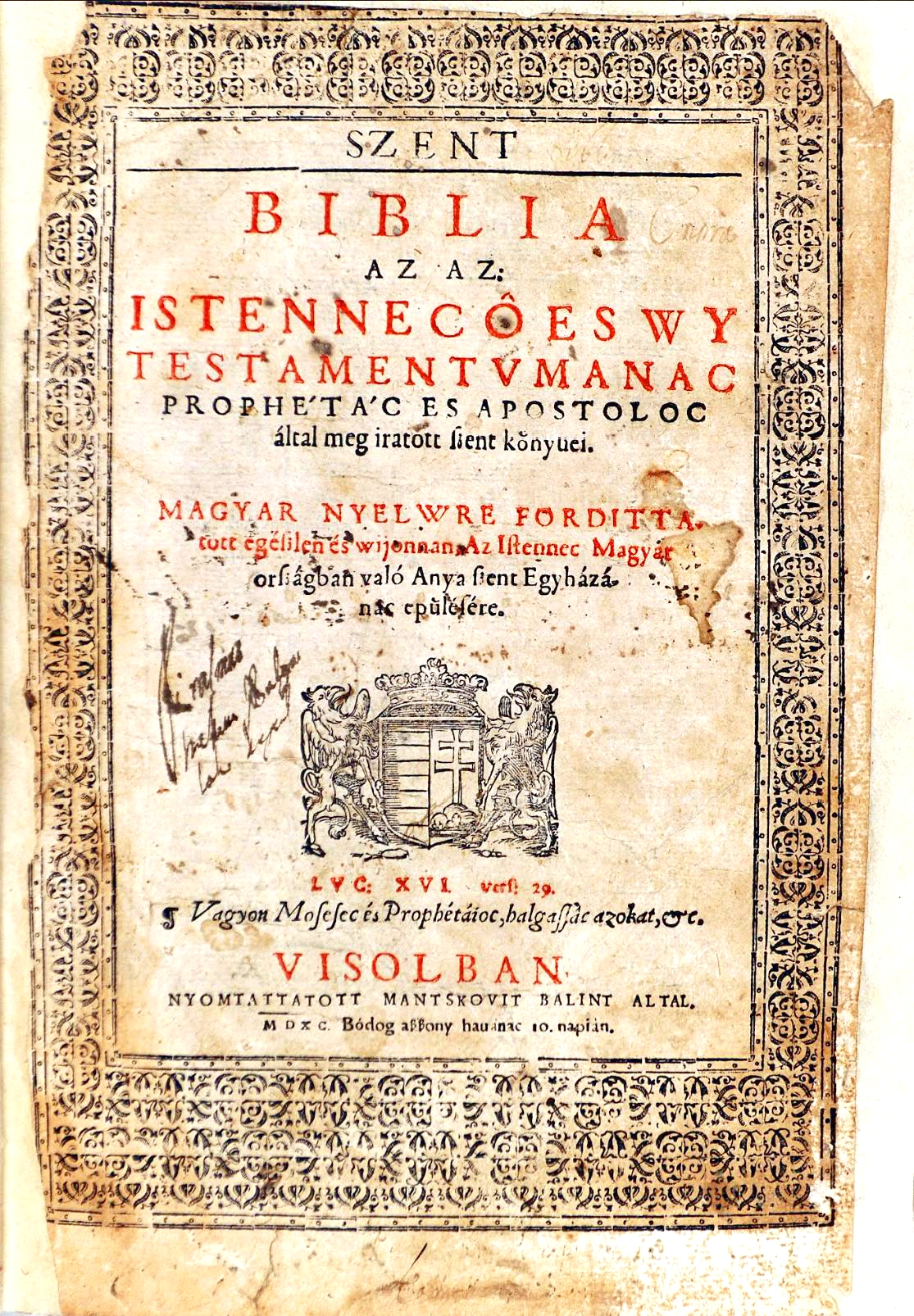
نسخة فيزولي للكتاب المقدس، أول نسخة مطبوعة باللغة المجريَّة.

ظلّت المجر كاثوليكية في الغالب حتى القرن السادس عشر، عندما وقعت تحت تأثير الإصلاح البروتستانتي. وأتخذت المملكة تدابير ضد أتباع مارتن لوثر عقب تسرّب تعاليمه في المملكة. وأصدر البرلمان، الجمعية التشريعية في المملكة، أول قرار في عام 1523 والذي يعاقب اللوثريون ويصادر ممتلكاتهم. بدأت الأفكار البروتستانتية، اللوثرية تنتشر في المدن الناطقة بالألمانية في 1520، حيث كان أول من أتبع العقيدة الجديدة التجَّار والملاك الألمان، والرجال الألمان حول ماري من المجر قرينة لويس الثاني ملك المجر. وقام يانوس سيلفستر بترجمة العهد الجديد إلى اللغة المجرية في عام 1541 وعرض تفسيرًا عمليًا لعمله. وبدأت اللوثرية بالانتشار في الأرياف وأنتشرت الأفكار اللوثرية بين العرقية المجريَّة منذ عام 1530. في مطلع القرن السادس عشر تبعت الكنائس البروتستانتية أكثر من ثلاثة أرباع أكثر أبرشية تقع في المملكة المجرية والبالغ عددها خمسة الالآف، وغالبيتها كانت جزءًا من الكنيسة الإصلاحيَّة الكالفينيَّة. واهتمت الطوائف البروتستانتية بتطوير شبكة جيدة من المؤسسات التعليمية. وأسسَّ الدعاة البروتستانت العديد من الكليات أشهرها جامعة دبرتسن الإصلاحية اللاهوتية. وقام الداعية الكالفيني غاسار كارولي بإعداد أول ترجمة للكتاب المقدس باللغة المجرية في 1586، ليكون الحدث بمثابة المعيار الأبرز في اللغة الأدبية المجرية.
أصبح الملك المجري جون سيجسموند أول أمير لترانسلفانيا من عام 1570 إلى 1571م. وعرف الملك جون سيجسموند بتسامحه الديني، وكان يعتنق التوحيدية. وشجع التوحيديين ليؤسسوا أول كنيسة لهم في إمارة ترانسلفانيا في رومانيا. كما شجع الحوار والمناظرات العامة بين التوحيديين والكاثوليك واللوثريين والكالفنيين. وتم تقسيم مملكة المجر في العصور الوسطى إلى ثلاثة أجزاء عندما احتل العثمانيون مدينة بودا في عام 1541. وضمت «المجر الملكية» أراضي سلوفاكيا الحديثة مع ممر في ترانسدانوبيا، وبقيت تحت حكم ملوك آل هابسبورغ. في هذه الفترة كان الاضطهاد فاتر نوعًا ما ضد البروتستانت، وكان موجهة في المقام الأول ضد البروتستانت الراديكاليين مثل تجديدية العماد. يذكر أن هذه السياسة الرسمية دعمت حتى من قبل أصحاب العقارات اللوثريين. لم تكن السلطات في «المجر العثمانية» مبالية بانتشار الإصلاح البروتستانتي.

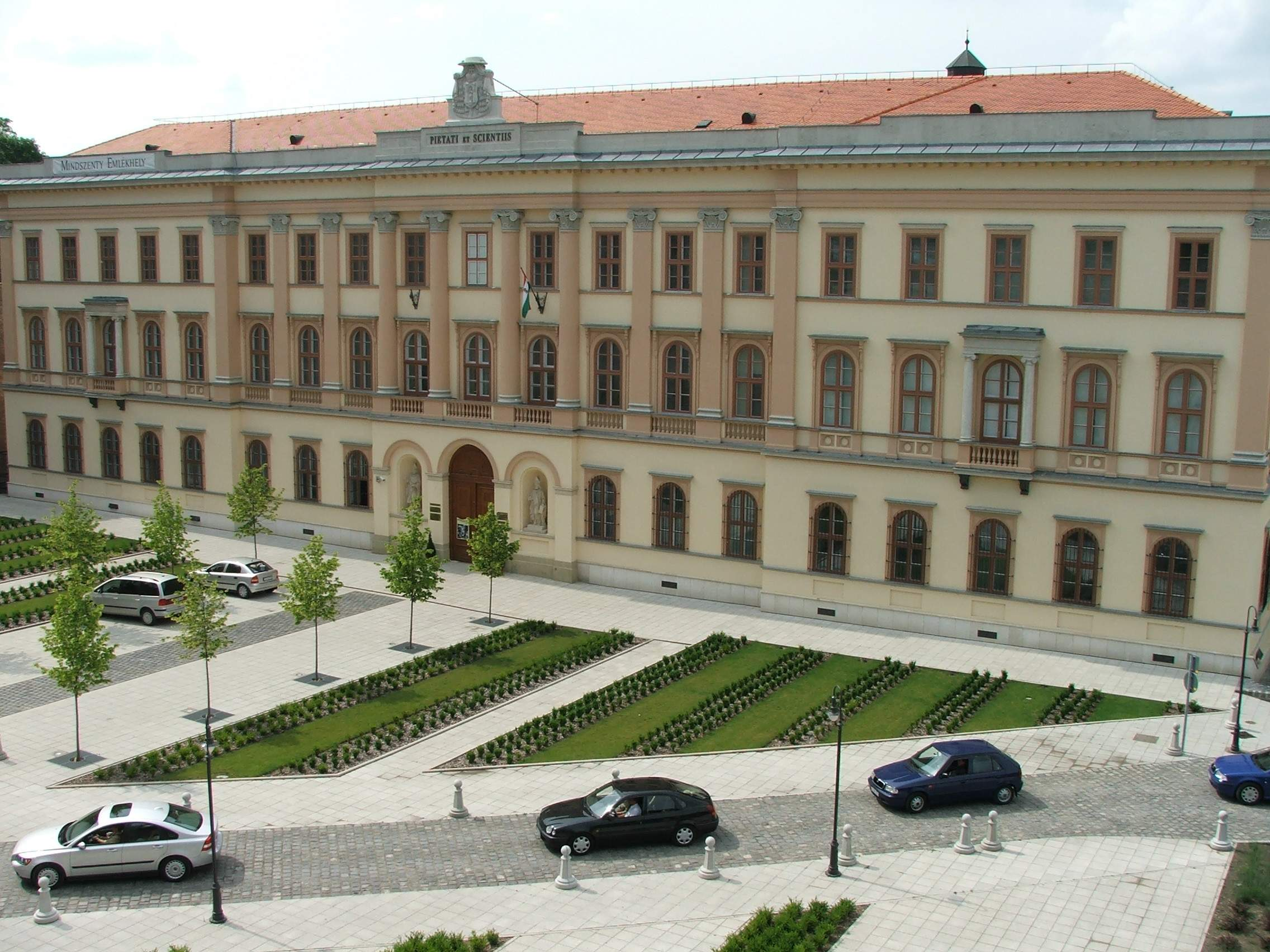
حرم جامعة القديس بطرس الكاثوليكيَّة؛ أقدم جامعة في المجر.

على الرغم من نجاح اللوثرية، فإن غالبيَّة سكان المملكة من البروتستانت انضموا إلى لاهوت أكثر راديكالية وهو مذهب الكالفينية وبذلك بحلول النصف الثاني من هذا القرن. وعلى الرغم من ذلك فقد استعادت الكنيسة الكاثوليكية نفوذها في المجر الملكية ويرجع ذلك أساسًا إلى الدعم الذي تلقته من ملوك أسرة هابسبورغ الكاثوليكية. بدأ الإصلاح المضاد بوصول اثني عشرة من المبشرين اليسوعيين في عام 1560. ودخل اليسوعيون في إمارة ترانسيلفانيا من قبل الأمير الكاثوليكي ستيفن باتوري (1571-1586)، ولكن أجبروا على مغادرة البلاد في عام 1588 من قبل المناطق البروتستانتية. وكان الوجه الأبرز للتجديد الكاثوليكي بيتر بازماني، رئيس أساقفة إسترغوم (1616-1637)، والذي ساهم في توحيد اللغة المجرية. كما قام بتأسيس جامعة في ناجيزومبات في عام 1635، والتي مكنت البعثات اليسوعيين من ممارسة أنشطتها في جميع أنحاء مملكة المجر. وتمكن الأسقف والرهبان اليسوعيين من إقناع المزيدمن أعضاء طبقة النبلاء العالية التي تحولت للبروتستانية، مثل أعضاء أسرة زينيي، وباتياني، وسيليني للعود للانضمام للكنيسة الكاثوليكية. وأعقب ذلك عودة العديد من النبلاء الآخرين للمذهب الكاثوليكي، وبالتالي كان غالبية النواب في البرلمان في عام 1638 يمثلون المقاطعات الكاثوليكية. في النصف الثاني من القرن السادس عشر، أسس اليسوعيون عدد كبير من المؤسسات التعليمية، بما في ذلك جامعة القديس بطرس الكاثوليكية وهي أقدم جامعة في المجر لا تزال موجودة.

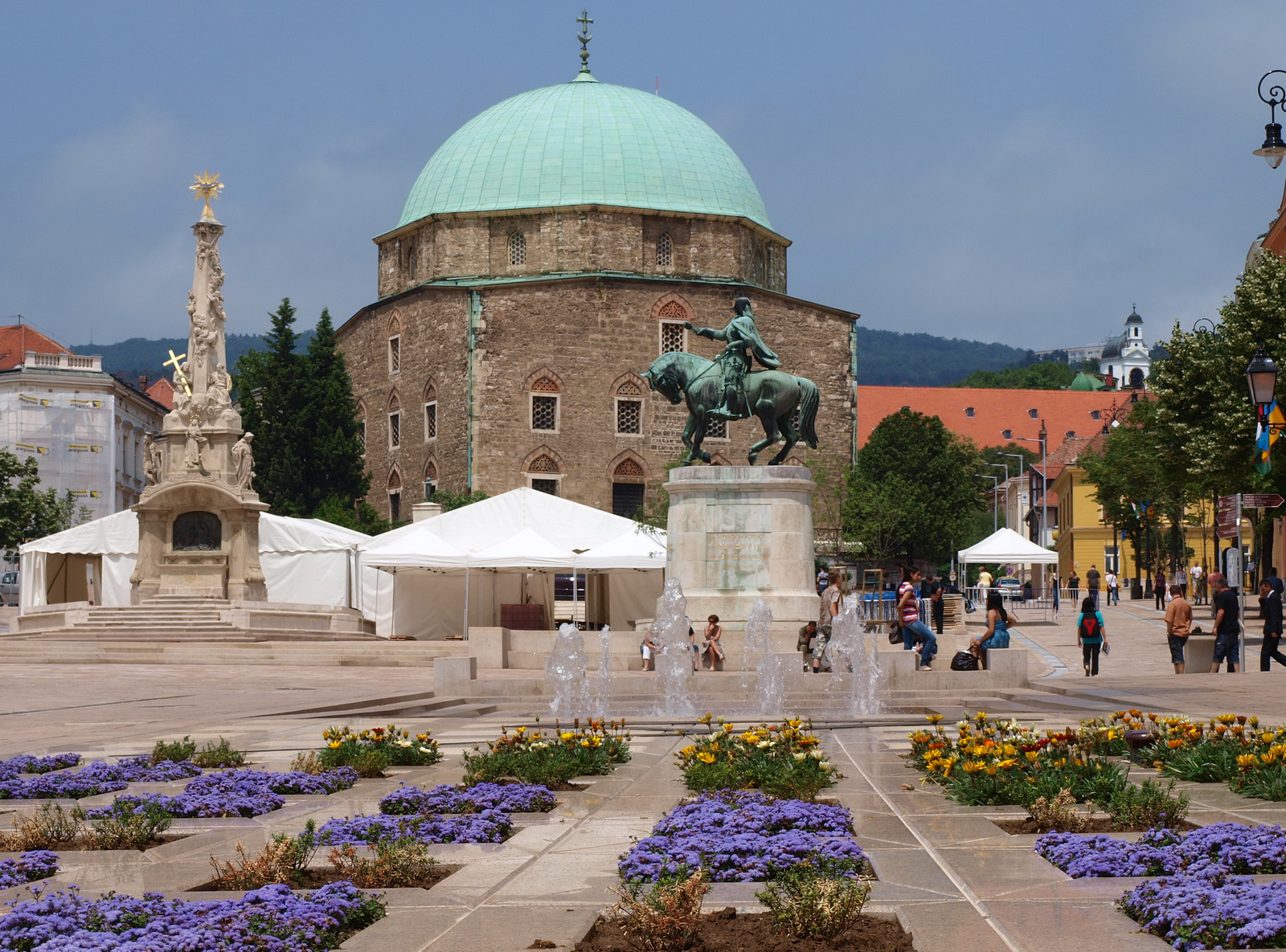
جامع غازي قاسم باشا في بيتش، تحول إلى كنيسة بعد طرد العثمانيين من البلاد.

أدى الحصار العثماني الثالث في فيينا إلى طرد العثمانيين من الأراضي المجرية، وهو ما عزز المجر كحصن للمسيحيَّة (باللاتينيَّة: Antemurale Christianitatis) هي تسمية أطلقت على الدول الواقعة على حدود أوروبا المسيحية والتي قامت بالدفاع عن أوروبا من توسعات الدولة العثمانية. أضحى في القرن السادس عشر شعار «الدفاع ضد الأتراك» موضوعًا مركزيًا في وسط شرق وجنوب شرق أوروبا. وتم استخدام الشعار كأداة دعاية وتعبئة المشاعر الدينية للسكان هذه المناطق. وتم إطلاق لقب حصن المسيحية على الشعوب التي شاركت في حملات ضد الدولة العثمانية. ومع طرد العثمانيين ضمت الأراضي المجرية للإمبراطورية النمساويَّة، وقام آل هابسبورغ بتعزيز الثقافة الكاثوليكية ومكانة الكنيسة الرومانية الكاثوليكية كأداة لتثبيت ولاء أكبر لسلالة هابسبورغ.
كان أحد الأعضاء المجريين المؤثرين في الدائرة الداخلية للملك ليوبولد كولونيتش، رئيس أساقفة إسترغوم (1695-1707) الذي كان قد توقع يوما أنه «سيجعل المجر أولاً مطيعًة وأخيرًا كاثوليكية». على الرغم من أن الملك نفسه لم يتصرف على نداء رئيس الأساقفة، فإن الوثيقة المعروفة باسم إكسبلاناتيو ليوبولدينا الصادرة في عام 1691 من قبل ليوبولد الأول اقترحت أن الحرية الدينية في الأراضي التي أعيد احتلالها كانت مؤقتة فقط. من ناحية أخرى، منح ليوبولد الأول استقلالية دينية واسعة لحوالي 200,000 صربي فروا تحت بطريرك الأرثوذكس في بيتش أرسينيجي الثالث من بطش الدول العثمانية في صربيا إلى الأراضي المحررة من المملكة المجرية.

### العصور الحديثة

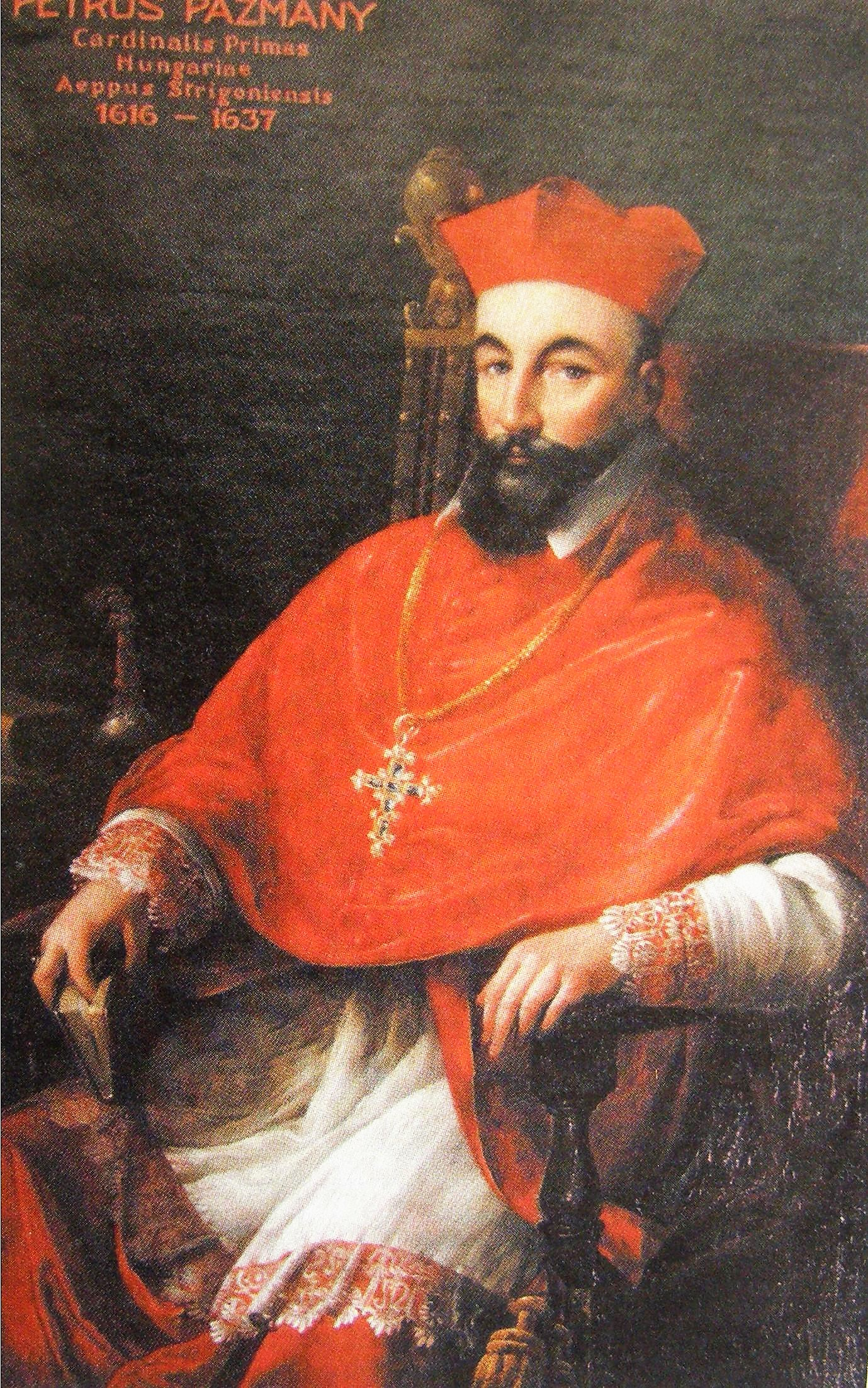
الأسقف اليسوعي، وكان أهم إرث له هو خلقه للغة الأدبية المجرية.

على الرغم من توقف الاضطهاد الموجه ضد البروتستانت توقف في عهد تشارلز الثالث، الأّ أن حقهم في العبادة الحرة في عام 1731 اقتصر على بعض مقاطعات المجر. وقامت الإمبراطورة ماريا تيريزا (1740-1780) الكاثوليكية المتدينة، بتأكيد لقبها الحاكم الحبري الذي أتخذته من الكرسي الرسولي في عام 1758 كتأكيد على سُلطتها السياديَّة في المسائل الكنيسة. وبناءًا على ذلك، أعادت تنظيم الأبرشيات الكاثوليكية دون موافقة الكرسي الرسولي، وأجرت إصلاحًا تعليميًا أنشأ نظامًا إلزاميًا للمدرسة، منفصلاً عن الكنيسة. قام ابنها جوزيف الثاني (1780-1790) بحل جميع الجماعات الرهبانية التي لم تشارك في التدريس والتعليم، واستخدمت ممتلكاتهم لإنشاء عدد من الرعايا الجديدة، وفتح مدارس ابتدائية جديدة. كما انتهى الإصلاح المضاد عندما أصدر جوزيف الثاني وثيقة التسامح في عام 1781. وأزال معظم القيود المفروضة على العبادة غير الكاثوليكيَّة. وتمكن المؤمنين البروتستانت والأرثوذكس من أن يكونوا مؤهلين للخدمة في المكاتب الحكومية. في العقد المقبل سعى الكهنة الكاثوليك إلى تخليص أنفسهم من ما اعتبروه «كنيسة جوزيفينيست»، وبالتالي ظهرت أفكار أولترامونتانيسم بينهم. لكن بين الكاثوليك المجريين، أصبحت النسخة الليبرالية من الكاثوليكية ذات شعبيَّة بينهم. وبدأ اللوثريون بالعمل بشكل وثيق مع الكالفينيين في العقود الأولى من القرن التاسع عشر. وقد حاولت النخبة البروتستانتيَّة أن تجعل من اللغة المجرية اللغة الرسميَّة في كنيسة المجر اللوثرية.
تم سن المساواة بين الطوائف المجرية الست الكبرى وهي؛ الرومانية الكاثوليكية والكنيسة المجرية اليونانية الكاثوليكية والإصلاحية واللوثرية والأرثوذكسية والتوحيديَّة في أبريل من عام 1848، خلال المرحلة الأولى من الثورة المجرية لعام 1848. بعد سحق الثورة حاول فرانتس يوزف الأول إمبراطور الإمبراطورية النمساوية المجرية (1848-1916) تجنيد النخبة الدينية كحلفاء للتاج. وبناء على ذلك، حصل رئيس الكنيسة الصربية الأرثوذكسية في المجر على لقب البطريرك؛ وتم الإتفاق مع الكرسي الرسولي، التأكيد على أنّ الكاثوليكية دين الدولة، وتم التوقيع على ذلك في عام 1855. أعادت التسوية النمساوية المجرية تأسيس سيادة مملكة المجر، منفصلة عن الإمبراطورية النمساوية ولم تعد خاضعة لها. وعلى الرغم من أن الكنيسة الكاثوليكية فقدت مكانتها المتميزة في النصف المجري من «الملكية المزدوجة»، إلا أن استعادة القوانين الدينية لعام 1848 لم تؤد إلا إلى إعلان المساواة في وضع «الطوائف الست». وعلى الرغم من الهجوم الإكليروسي والأرستقراطي المضاد، تم إصلاح العلاقات بين الكنيسة والدولة في عام 1894 وعام 1895. في تلك السنوات تم إدخال الزواج المدني وسجل مدني للولادات والوفيات، والطلاق، وسمح بالتحويل من المسيحية إلى اليهودية، وتم سن حق الحرية في عدم الانتماء الديني. ردًا على ذلك تم تنظيم حزب الشعب من قبل الكونت ناندور زيتشي، وهي منظمة سياسية كاثوليكية تأسست أساسًا لإعادة النظر في هذه القوانين.

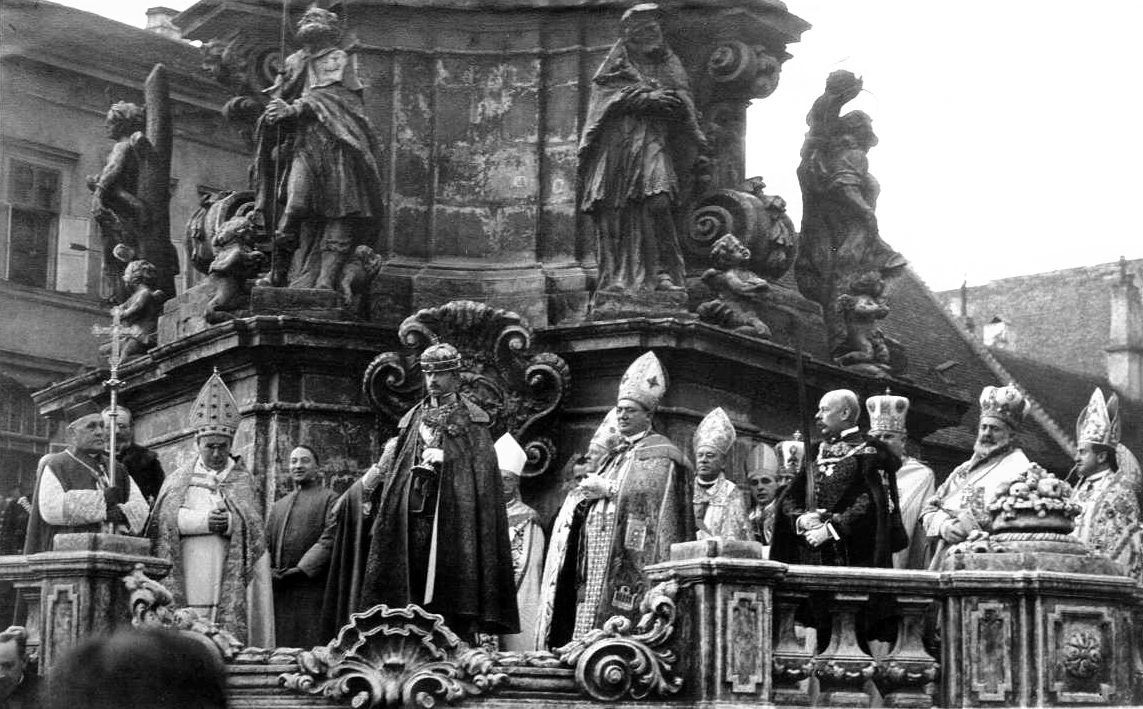
تتويج كارل الأول إمبراطور النمسا أمام كنيسة ماتياس في بودابست في عام 1916.

في نهاية القرن التاسع عشر، انتشرت حركة إحياء ديني بين الطوائف البروتستانتية. على سبيل المثال، قام جون موت زعيم الاتحاد العالمي للطلاب المسيحيين بعدة زيارات إلى المجر. وتأسست أول جماعة معمدانية في عام 1873، لكنها لم تمنح الإذن بالنشاط الديني إلا في عام 1906 بعد أن تم صياغة معيار الإيمان الخاص بها. ووصل السبتيون في عام 1895، ولكن تم منع القاصرين من حضور خدماتهم، وكانت طقوسهم الدينيَّة كانت تحت إشراف الشرطة. ووفقا لآخر تعداد أجري في الإمبراطورية النمساوية المجرية في عام 1910، وصل عدد السكان في أراضي المجر الحاليَّة حوالي 7.6 مليون نسمة، كان منهم حوالي 62.8% من أتباع الكنيسة الرومانية الكاثوليكية، وحوالي 22.4% من أتباع الكنيسة الإصلاحيَّة الكالفينية، وحوالي 6.6% من أتباع الكنيسة اللوثرية، وحوالي 6.2% من أتباع الديانة اليهودية وحوالي 2.1% من أتباع الكنيسة المجرية اليونانية الكاثوليكية. بعد انهيار «الملكية المزدوجة» في نهاية الحرب العالمية الأولى، تنازل كارل الأول إمبراطور النمسا في 16 نوفمبر من عام 1918 عن الحكم، وأعلن رئيس الوزراء الكونت ميهالي كارولي عن جمهورية المجر. بحلول عام 1941، كان أكثر من 17% من يهود بودابست (كما تم تعريفهم من قبل القانون) ينتمون إلى طائفة من الطوائف المسيحية. وكان عدد المتحولين إلى هذا الحد عظيمًا، وكان تأثير بعضهم كبيرًا جدًا حتى أن الأسقفية الكاثوليكية أسست جمعية الصليب المقدس في أكتوبر من عام 1938، وهي رابطة لحماية حقوقهم القانونية والاجتماعية. وحارب المسؤولون إصدار القوانين العنصرية بحق اليهود، وقاموا بحملة ضد المزيد من التشريعات، وحاولوا فيما بعد مساعدة المتحولين اليهود إلى المسيحية.

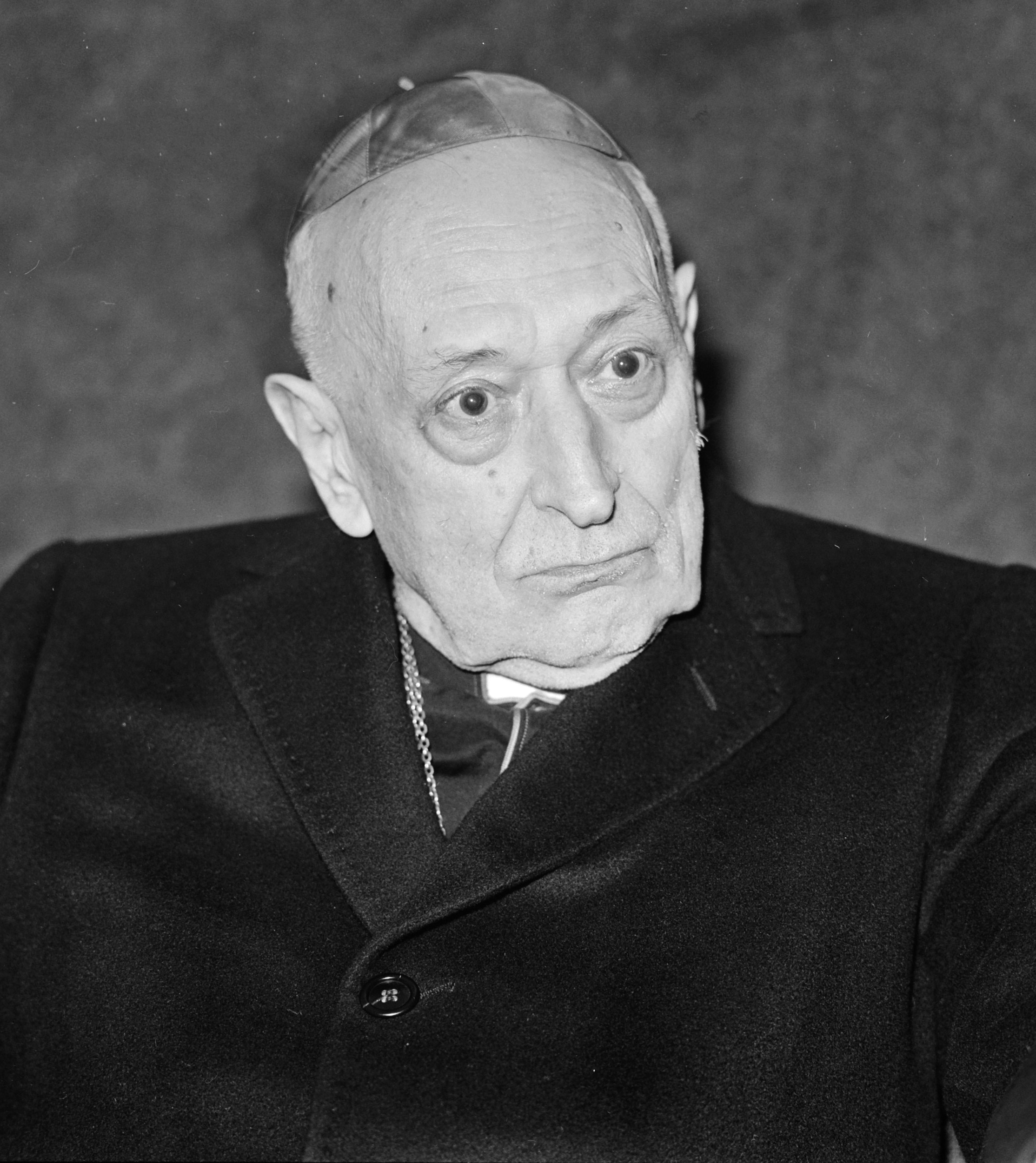
الأسقف الكاثوليكي جوزيف ميندزنتي، والذي وفقًا للموسوعة بريتانيكا «كان معارضًا بلا هوادة ضد للفاشية والشيوعية في المجر».

تمشيًا مع آراء البابا بيوس الحادي عشر، في الثلاثينيات من القرن العشرين، انتقد التسلسل الهرمي الكاثوليكي في المجرالتأثير المتزايد للنازيين في المجر. ومع ذلك، أصبحت المشاعر المعادية للسامية مهيمنة، واعتمدت الدولة المجرية قوانين معادية لليهود ابتداءًا من عام 1938. ومع تطبيق «الحل النهائي» بعد الاحتلال الألماني للمجر في عام 1944. وقام العديد من النخبة المسيحية في الاحتجاج علنًا على اضطهاد اليهودي وكان من بينهم الأسقف لازلو رافاز من الكنيسة الإصلاحية الكاليفنية، والمطران اللوثري ساندور رافاي، وفيلموس أبور، الأسقف الكاثوليكي في جيور. دخل الجيش الأحمر الأراضي المجرية في سبتمبر من عام 1944. وفي ديسمبر، عُينت «الجمعية الوطنية المؤقتة»، وهي هيئة غير منتخبة اعترف بها الحلفاء كحكومة مؤقتة. وكان أحد الخطوات الأولى التي قامت بها الإصلاح الجذري للأراضي والتي أثرت على 82% من الأراضي التي تملكها الكنائس. وأدت قوات الاحتلال إلى إلحاق أضرار فادحة بالسكان فقد تم ترحيل الرجال والنساء إلى الاتحاد السوفياتي للعمل قسري، وكان هناك اغتصاب واسع النطاق للنساء في جميع أنحاء المجر من قبل قوات الاحتلال السوفيتي. وقد أصيب الأسقف فيلموس أبور بجروح قاتلة عندما حاول إنقاذ فتاة صغيرة من الاغتصاب على يد جندي سوفيتي مخمور.
على الرغم من أن عام 1947 تم إلغاء جميع أشكال التمييز ضد الطوائف الدينية، فقد أصبحت الأنشطة الكنيسة تخضع لإشراف حكومة الجمهورية المجرية السوفييتية نتيجة لتطبيق النظام الشيوعي.عانت الكنائس المسيحية تحت الحكم الشيوعي إذ كانت الكنيسة محرومة من حقوقها القانونية وتعرضت لعملية قمع واضطهاد نتيجة سيادة الفكر الإلحادي، وسرعان ما ألغي التعليم الديني الإلزامي في المدارس. كما تم حل معظم الجماعات الرهبانيَّة، وتعرض 3,820 راهبة وراهبة للترحيل أو السجن والتعذيب. في عام 1951 تم إنشاء «مكتب الدولة لشؤون الكنيسة» وعهد إليها مهمة الإشراف على الكنائس من قبل سلطة النظام، وأولى المكتب اهتمامًا خاصًا لاختيار قادة الكنيسة.
بعد سقوط النظام الشيوعي، لم تعد الدولة تتدخل في شؤون الكنيسة بعد مرور قانون جديد بشأن الدين في عام 1990. واعتمد البرلمان قانون حرية الضمير والدين في 24 يناير من عام 1990، والذي نص على حرية الدين كحق أساسي من حقوق الإنسان، وعلى أنَّ أنشطة الكنيسة مفيدة للمجتمع. شهدت المجر سقوط الإتحاد السوفياتي والأنظمة الشيوعية صحوة دينية كبرى إلى جانب روسيا، وأوكرانيا، وبولندا، وصربيا، وكرواتيا، ورومانيا وبلغاريا. وبحسب فيليب مازورجاك من جامعة جورج واشنطن تحدث في المجر وكرواتيا وأماكن أخرى في أوروبا الشرقية ثورة مؤيدة للعائلة وإعادة اكتشاف الجذور المسيحية.

## الطوائف المسيحية

### الكاثوليكية

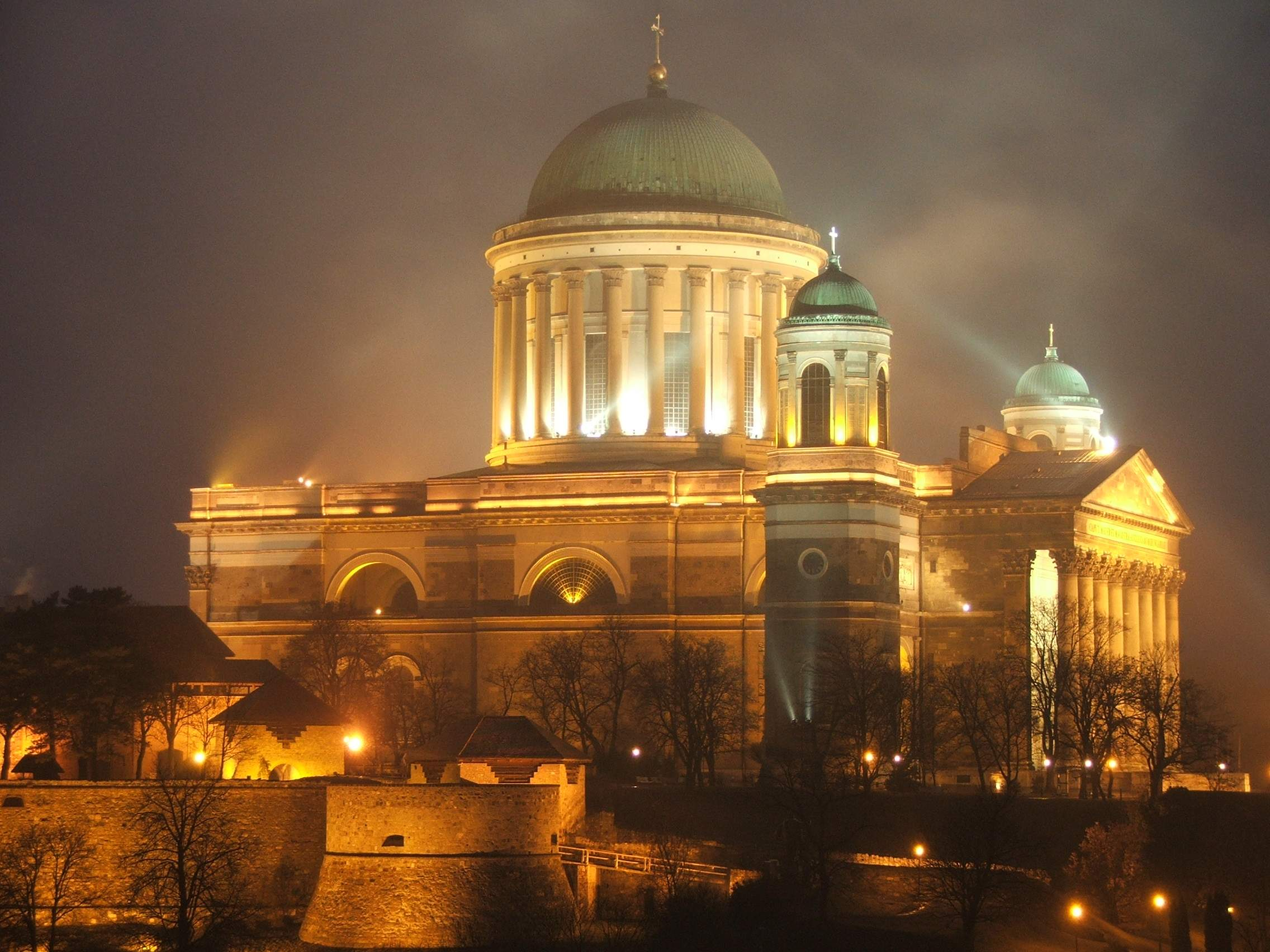
بازيليكا إستركوم.

الكنيسة الكاثوليكية المجريَّة هي جزء من الكنيسة الكاثوليكية العالمية في ظل القيادة الروحية للبابا في روما ومجلس الأساقفة المجري. حسب التعداد السكاني من عام 2001 يأتي في مقدمة الطوائف المسيحية الكنيسة الكاثوليكية بحوالي 54.5% من السكان أي 5.5 مليون نسمة منهم 51.9% أتباع في الكنيسة الرومانية الكاثوليكية و2.6% أتباع في الكنيسة اليونانية الكاثوليكية. وتنقسم الكنيسة الرومانية الكاثوليكية إلى اثني عشرة أبرشية بما في ذلك أربعة مطرانيات. وبالإضافة إلى ذلك، هناك دير إقليمي ومركز لتدريس وتخريج الفقهاء لأولئك الذين ينتمون إلى الطقوس البيزنطية المعروفة باسم الكنيسة المجرية اليونانية الكاثوليكية.
يُعد المجر بلد كاثوليكي تاريخيًا، ويحدد تاريخ تأسيس الدولة المجرية مع معمودية الملك اسطفان الأول وتتويجه بالتاج المجري المقدس في عام 1000. وقام اسطفان الأول بجعل الكاثوليكية دين للدولة، وعرف كان خلفاؤه تقليديًا باسم الملوك الرسوليين. ظلَّت الكنيسة الكاثوليكية في المجر قوية على مر القرون، ومُنح رئيس أساقفة إستركوم امتيازات مؤقتة غير عادية مثل منصب أمير حاكم المجر. وكانت الإمبراطورية النمساوية المجرية واحدة من أبرز الإمبراطوريات في العالم المسيحي الغربي. وعلى الرغم من أن المجر حاليًا ليس لها دين رسمي حاليًا، الأ أنَّ الدستور «يعترف بدور المسيحيَّة ببناء الأمة المجريَّة».
بعد سقوط النظام الشيوعي، لم تعد الدولة تتدخل في شؤون الكنيسة بعد مرور قانون جديد بشأن الدين في عام 1990. واعتمد البرلمان قانون حرية الضمير والدين في 24 يناير من عام 1990، والذي نص على حرية الدين كحق أساسي من حقوق الإنسان، وعلى أنَّ أنشطة الكنيسة مفيدة للمجتمع. شهدت المجر سقوط الإتحاد السوفياتي والأنظمة الشيوعية صحوة دينية كبرى إلى جانب روسيا، وأوكرانيا، وبولندا، وصربيا، وكرواتيا، ورومانيا وبلغاريا.
لعبت الكنيسة الرومانية الكاثوليكية دورًا هامًا سواء في الثقافة والسياسة المجريَّة وفي نشر ثقافة المنتجعات الصحية فيها. ظهرت إمارة المجر باعتبارها مملكة مسيحية إبان تتويج أول ملك لها اسطفان الأول في إستركوم بحوالي عام 1000؛ وورثت سلالته (آل أرباد) العرش الملكي لمدة 300 عامًا. بحلول القرن الثاني عشر، أصبحت مملكة المجر قوة أوروبية وسطى داخل العالم المسيحي. ووُضعت الكنيسة الرومانية الكاثوليكية تحت حماية الدولة والملكية، وأصبحت دين الدولة الرسمي في المملكة المجرية. تطورت في مملكة المجر ثقافة مسيحية مميزة، وكان للموسيقة المسيحيَّة المقدسة تقليد ذات حضور في الموسيقى الكلاسيكية في بودابست، كان للكنيسة الكاثوليكية المجريَّة دور هام في تطوير الأعمال الأدبيَّة والصوفيَّة والفلسفيَّة المسيحيَّة؛ وتُعتبر المجر الحاليّة مسقط رأس العديد من المبشرين والقديسين المسيحيين، مثل ستيفين الأول ملك المجر وإليزابيث من المجر ولازلو الأول ملك المجر ومارغريت المجريَّة وكينغا من بولندا وغيرهم.

### البروتستانتية

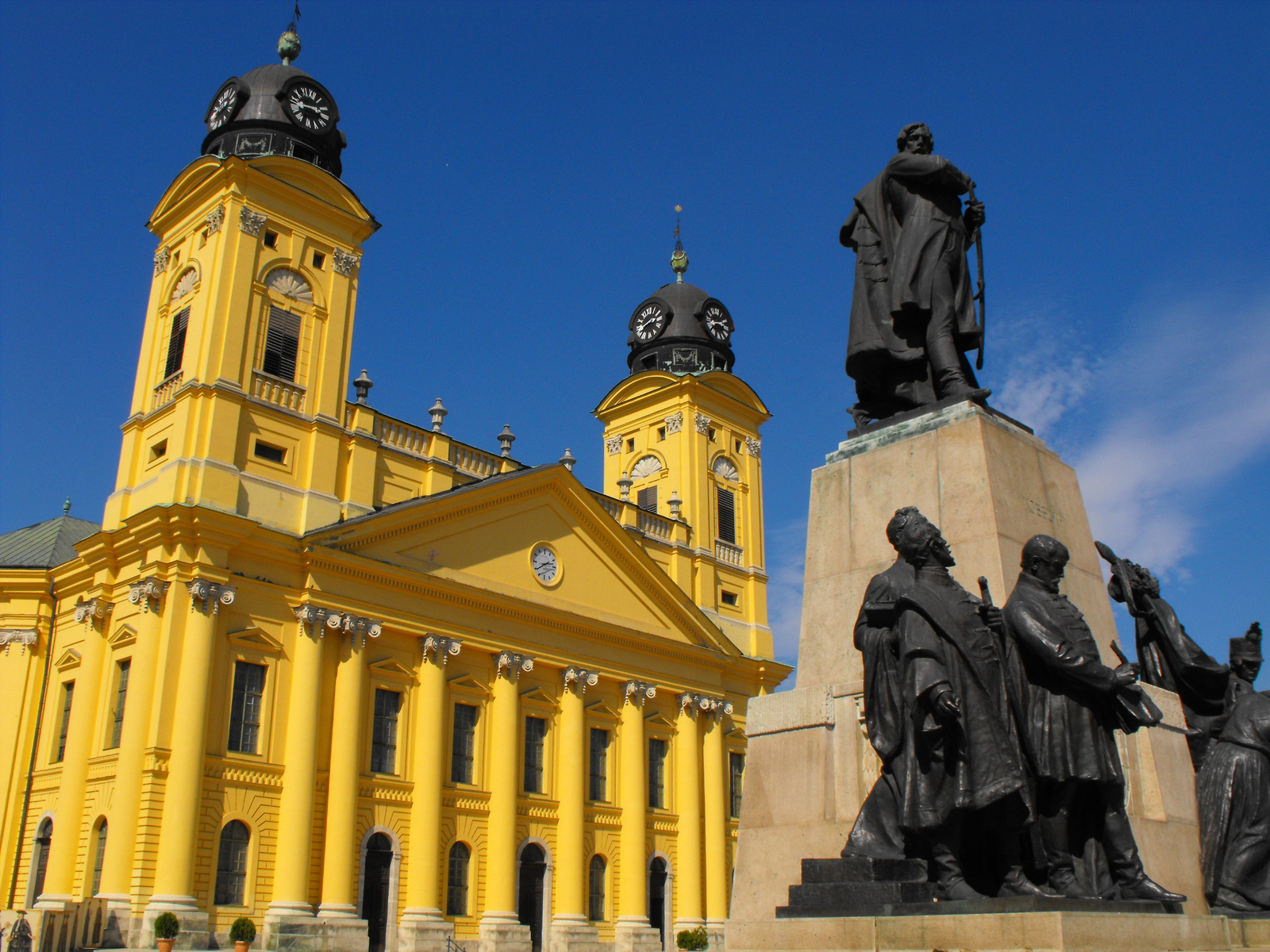
كنيسة الإصلاح العظمى في مدينة دبرتسن والتي تعرف باسم روما الكالفينية.

حسب التعداد السكاني من عام 2001 تأتي في المرتبة الثانية الكنائس البروتستانتية وتبلغ نسبتها 19.5% أي حوالي مليوني نسمة؛ تأتي كنيسة الإصلاح في المجر (الكالفينيَّة) في مقدمة الطوائف البروتستانية مع أكثر من 1.6 مليون نسمة أو 15.9%، تليها اللوثرية 3.0%، والكنيسة المعمدانية 0.2%، والكنيسة التوحيدية 0.1% وأتباع طوائف بروتستانتية أخرى 0.3%. الكنائس الخمسينية هي من أكثر المجمعات الدينية نموًا في المجر وتبث المؤسسات الإعلامية بانتظام الخدمة الأسبوعية لقداس يوم الأحد في التلفزيون على الهواء مباشرة.
تحوي الأجزاء الشرقية من البلاد، على مجتمعات بروتستانتية كبيرة، خصوصًا في مدينة دبرتسن وحولها، والتي تعرف باسم روما الكالفينية أو جنيف المجر، بسبب ضم المدينة على نسبة كبيرة من السكان البروتستانت الكالفينيين وكذلك بسبب التأثير الكبير للكنيسة الإصلاحيّة في المدينة والمنطقة. وكانت مدينة دبرتسن من الناحية التاريخيَّة معقل الكالفينيين في المجر، وبنيت فيها العديد من مدراس وكليّات اللاهوت الكالفينيّة إلى جانب الجامعة الإصلاحية اللاهوتية في ديبريسين والتي بنيت عام 1538.

### الكنائس المسيحية الشرقية
الأرثوذكسية المسيحية في المجر هي الدين الرئيسي لبعض الأقليات القوميَّة في البلاد، لا سيما الرومانيين والأوكرانيين والصرب. كانت المجر معقل لمجتمع كبير من الأرمن الكاثوليك وهي جماعة تصلي وفقًا للطقوس الأرمينية، لكنها اتحدت مع الكنيسة الكاثوليكية تحت سيادة البابا.

### طوائف أخرى
أُعترف في كنيسة يسوع المسيح لقديسي الأيام الأخيرة من الناحِيَة القانونيَّة في المجر في يونيو من عام 1988، وفي يونيو من عام 1990، وتم إنشاء بعثة تبشيريَّة مورمونية في مدينة بودابست. وتحوي بودابست على اثنين وعشرين قسم وفرع مورموني يخدم نحو 5,000 عضو.

## احصائيات

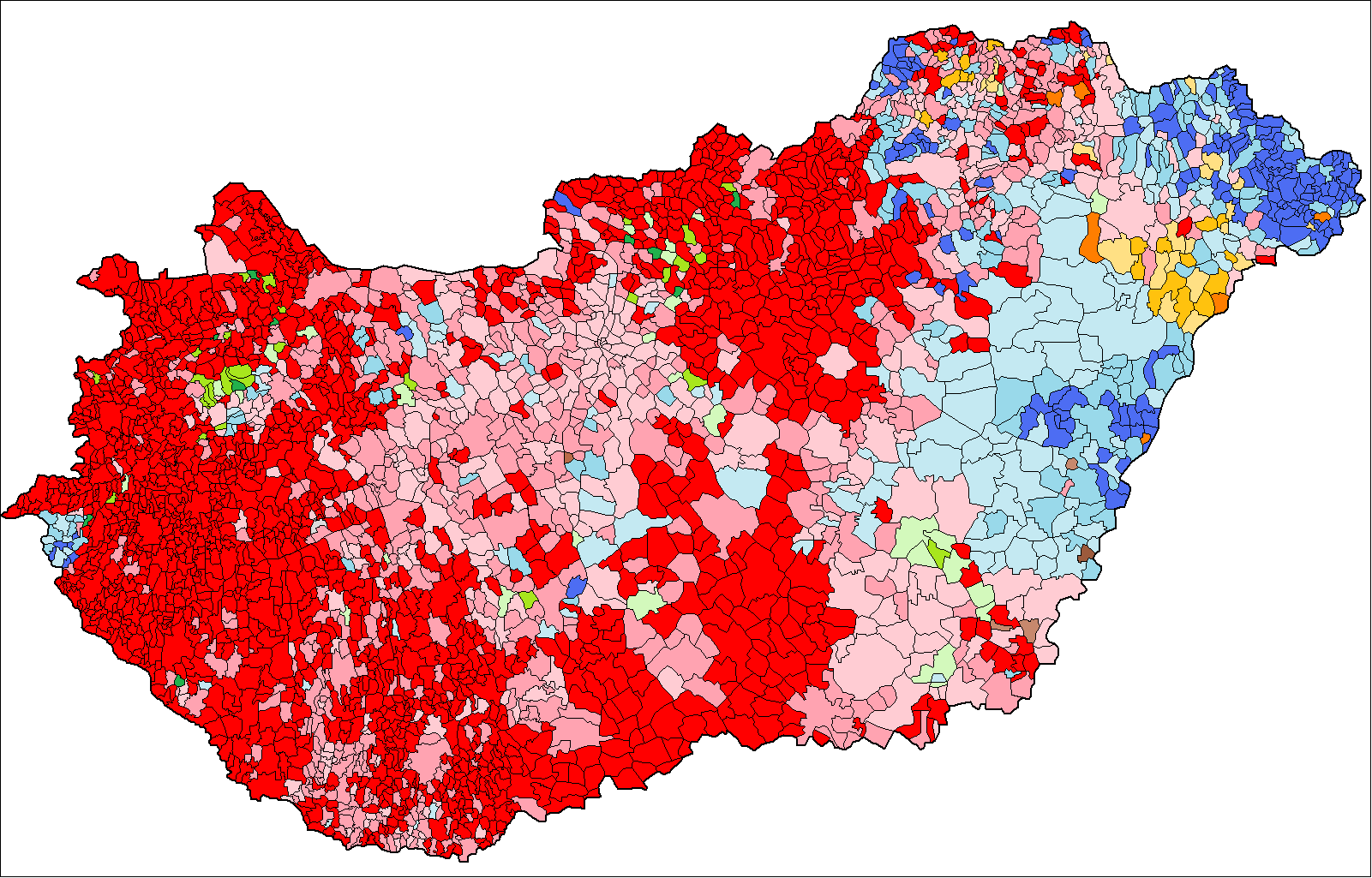
خارطة تُظهر توزّع الديانات في المجر:
الكنيسة الرومانية الكاثوليكية
كالفينية
لوثرية
أرثوذكسية مشرقية
الكنيسة اليونانية الكاثوليكيَّة

وفقًا للتعداد السكاني لعام 2011 قال 54.2% من السكان أنهم مسيحيون، وقال حوالي 38.9% من المجريين أنهم كاثوليك، وحوالي 13.8% بروتستانت (11.6% كالفينيين، وحوالي 2.2% لوثريين)، وقال 2% من المجرييين أنهم يتبعون ديانات أخرى، وقال 16.7% أنه غير متدين وقال 1.5% من المجريين أنهم ملحدين. وقرر عدد كبير من الأشخاص (27.2%) عدم الإجابة على السؤال، لأنه كان اختياريًا. من بين المجيبين على السؤال في التعداد السكاني لعام 2011 قال 72.4% من المجريين أنهم مسيحيين، وقال 50.9% أنهم يبتعون الكنيسة الرومانية الكاثوليكية، وقال 2.5% أنهم يتبعون الكنيسة اليونانية الكاثوليكية، وقال 16.0% أنهم يبتعون الكنيسة الكالفينيَّة وقال 3.0% أنهم يتبعون الكنيسة اللوثريَّة. في حين قال 2.6% من المجيبين على السؤال أنهم من أتباع الديانات الأخرى، وقال 22.9% من المجيبين أنهم غير متدينين وقال 2.1% من المجيبين أنهم ملحدين.
وفقًا لإحصائية مركز بيو للأبحاث أعلن حوالي 76% من سكان المجر في عام 2015 أنهم مسيحيين، وحوالي 21% لادينيين، وهي فئة تضم الملحدين واللاأدريين، وأولئك الذين يصفون بأنهم «لا شيء على وجه الخصوص»، في حين انتمى 3% إلى ديانات أخرى. وتوزع المسيحيين المجريين بين 56% من أتباع الكنيسة الرومانية الكاثوليكية، وحوالي 13% من أتباع الكنيسة الإصلاحيَّة الكالفينية، وحوالي 7% مسيحيين آخرين وأقل 1% من أتباع الكنيسة الأرثوذكسية الشرقية. وينقسم اللادينيين أو غير المنتسبين دينيًا بين 5% ملحدين و16% لا شيء على وجه الخصوص.
في دراسة استقصائية أجريت في عام 2015 من قبل برنامج المسح الاجتماعي الدولي، وجد المعهد أنَّ 83.4% من السكان المجريين أعلنوا أنهم ينتمون إلى الديانة المسيحية، وكانت الكاثوليكية أكبر الطوائف المسيحية حيث قال 62.6% من المستطلعين أنهم كاثوليك، وتصدرت الكالفينية ثاني أكبر الطوائف المسيحية، حيث قال 16.6% من المستطلعين أنهم ينتمون لها، في حين قال 3.2% من المستطلعين أنهم ينتمون إلى الكنيسة اللوثريَّة. وقال 15.5% من المستطلعين أنهم لادينيين، وقال 1.0% أنه يعتنق طائفة مسيحية أخرى، وأعلن 0.9% من المستطلعين أنه يعتنق دين آخر. وفي العام نفسه، وجدت الدراسة الإستقصائية الجديدة التي أجرتها يوروباروميتر والمفوضية الأوروبية أنَّ حوالي 74.6% من المجريين اعتبروا أنفسهم مسيحيين، وينقسمون بين 60.3% من الكاثوليك وحوالي 1.1% من الأرثوذكس الشرقيين وحوالي 5.1% من البروتستانت، وحوالي 8.1% من المسيحيين الآخرين. وشكل السكان غير المنتسبين لأي ديانة حوالي 21.2% من المستطلعين، وأنقسموا بيم الملحدين بنسبة 2.7% واللاأدريين بنسبة 18.5%.
وفقاً لمركز بيو تربى نحو 75% من سكان المجر على المسيحية، بينما يعتبر 76% من السكان أنفسهم مسيحيين في عام 2017، أي بزيادة بنسبة 1% يعرفون عن أنفسهم كمسيحيين اليوم.

### التعداد السكاني
| الديانة                      | 1920      | 1920  | 1930      | 1930  | 1941      | 1941  | 1949      | 1949  | 1992       | 1992  | 1998       | 1998  | 2001       | 2001  | 2011      | 2011  |
| الديانة                      | تعداد     | %     | تعداد     | %     | تعداد     | %     | تعداد     | %     | تعداد      | %     | تعداد      | %     | تعداد      | %     | تعداد     | %     |
| ---------------------------- | --------- | ----- | --------- | ----- | --------- | ----- | --------- | ----- | ---------- | ----- | ---------- | ----- | ---------- | ----- | --------- | ----- |
| مسيحية                       | 7,496,825 | 93.6  | 8,228,358 | 94.7  | 8,909,799 | 95.7  | 9,049,973 | 98.3  | 9,632,801  | 92.9  | 8,151,998  | 79.4  | 7,583,772  | 74.3  | 5,385,106 | 54.2  |
| –الكنيسة الكاثوليكية         | 5,102,466 | 63.8  | 5,631,146 | 64.8  | 6,119,218 | 65.7  | 6,240,399 | 67.8  | 7,030,182  | 67.8  | 5,934,326  | 57.8  | 5,289,521  | 51.9  | 3,691,348 | 37.1  |
| –الكنائس الكاثوليكية الشرقية | 175,653   | 2.1   | 201,092   | 2.3   | 233,836   | 2.5   | 248,356   | 2.7   | -          | -     | -          | -     | 268,935    | 2.6   | 179,176   | 1.8   |
| –الكالفينية                  | 1,670,990 | 20.9  | 1,813,144 | 20.9  | 1,934,853 | 20.8  | 2,014,718 | 21.9  | 2,167,121  | 20.9  | 1,817,259  | 17.7  | 1,622,796  | 15.9  | 1,153,442 | 11.6  |
| –اللوثرية                    | 496,799   | 6.2   | 533,846   | 6.1   | 557,193   | 6.0   | 482,157   | 5.2   | 435,498    | 4.2   | 400,413    | 3.9   | 304,705    | 3.0   | 214,965   | 2.2   |
| –أرثوذكسية شرقية             | 50,917    | 0.6   | 39,839    | 0.5   | 38,317    | 0.4   | 36,015    | 0.4   | -          | -     | -          | -     | 14,520     | 0.1   | 13,710    | 0.1   |
| –مسيحيون آخرون               | -         | -     | 9,291     | 0.1   | 26,382    | 0.3   | 28,328    | 0.3   | -          | -     | -          | -     | 82,790     | 0.8   | 131,108   | 1.3   |
| اليهودية                     | 473,329   | 5.9   | 444,552   | 5.1   | 400,760   | 4.3   | 133,861   | 1.5   | -          | -     | 20,534     | 0.2   | 12,871     | 0.1   | 10,965    | 0.1   |
| البوذية                      | -         | -     | -         | -     | -         | -     | -         | -     | -          | -     | -          | -     | 5,223      | 0.1   | 9,758     | 0.1   |
| الإسلام                      | -         | -     | -         | -     | -         | -     | -         | -     | -          | -     | -          | -     | 3,201      | 0.0   | 5,579     | 0.0   |
| أديان أخرى                   | -         | -     | -         | -     | -         | -     | -         | -     | -          | -     | -          | -     | 2,513      | 0.0   | 3,627     | 0.0   |
| لادينية                      | -         | -     | -         | -     | -         | -     | -         | -     | -          | -     | -          | -     | 1,483,369  | 14.5  | 1,659,023 | 16.7  |
| إلحاد                        | -         | -     | -         | -     | -         | -     | -         | -     | -          | -     | -          | -     | -          | -     | 147,386   | 1.5   |
| لم يعلن عن الدين             | 16,721    | 0.2   | 2,553     | 0.0   | 5,515     | 0.0   | 20,965    | 0.2   | 725,830    | 7.0   | 2,094,468  | 20.4  | 1,104,333  | 10.8  | 2,699,025 | 27.2  |
| مجمل السكان                  | 7,986,875 | 100.0 | 8,685,109 | 100.0 | 9,316,074 | 100.0 | 9,204,799 | 100.0 | 10,369,000 | 100.0 | 10,267,000 | 100.0 | 10,198,315 | 100.0 | 9,937,628 | 100.0 |

### المسيحية حسب المقاطعة
تستعرض القائمة التالية توزيع الطوائف المسيحية حسب المقاطعات المجريَّة وذلك حسب التعداد السكاني لعام 2001:
| المقاطعة                    | رومان كاثوليك | كاثوليك شرقيون | كالفينيون | لوثريون | أرثوذكس شرقيون | مجمل المسيحيون |
| --------------------------- | ------------- | -------------- | --------- | ------- | -------------- | -------------- |
| مقاطعة بارانيا              | 63.2%         | 0.4%           | 8.7%      | 1.6%    | 0.1%           | 74.0%          |
| مقاطعة باتش-كيشكون          | 65.4%         | 0.3%           | 11.6%     | 3.4%    | 1.3%           | 82.0%          |
| مقاطعة بكيش                 | 25.5%         | 0.3%           | 17.1%     | 10.2%   | 1.3%           | 54.4%          |
| مقاطعة بورسود-آبائوي-زمبلن  | 47.5%         | 6.7%           | 26.2%     | 0.7%    | -              | 81.1%          |
| بودابست                     | 44.1%         | 0.9%           | 13.0%     | 2.6%    | 0.2%           | 60.8%          |
| مقاطعة تشونغراد             | 54.0%         | 0.5%           | 9.6%      | 1.1%    | 0.3%           | 65.5%          |
| مقاطعة فيير                 | 50.2%         | 0.4%           | 15.3%     | 2.4%    | 0.1%           | 68.4%          |
| مقاطعة ديور-موشون-سوبرون    | 73.6%         | 0.3%           | 4.5%      | 6.4%    | -              | 84.8%          |
| مقاطعة هايدو-بيهار          | 10.2%         | 8.1%           | 40.0%     | 0.3%    | 0.3%           | 58.9%          |
| مقاطعة هفش                  | 70.2%         | 0.5%           | 6.4%      | 0.5%    | -              | 77.6%          |
| مقاطعة ياس-نادكون-سولنك     | 43.1%         | 0.4%           | 15.0%     | 0.4%    | -              | 58.9%          |
| مقاطعة كوماروم-إستركوم      | 51.1%         | 0.5%           | 14.0%     | 2.1%    | -              | 67.7%          |
| مقاطعة نوغراد               | 72.4%         | 0.3%           | 2.8%      | 5.1%    | -              | 80.6%          |
| مقاطعة بشت                  | 50.6%         | 1.2%           | 15.7%     | 3.8%    | 0.1%           | 71.4%          |
| مقاطعة شومود                | 70.6%         | 0.3%           | 8.9%      | 2.4%    | -              | 82.2%          |
| مقاطعة زابولكس-زاتمار-بيريج | 24.5%         | 16.5%          | 43.7%     | 2.5%    | 0.1%           | 87.3%          |
| مقاطعة تولنا                | 62.1%         | 0.1%           | 10.6%     | 4.0%    | -              | 76.8%          |
| مقاطعة فاس                  | 79.0%         | 0.1%           | 3.8%      | 7.9%    | -              | 90.8%          |
| مقاطعة فسبرم                | 63.5%         | 0.3%           | 11.6%     | 4.9%    | -              | 80.3%          |
| مقاطعة زالا                 | 81.9%         | 0.1%           | 3.3%      | 1.9%    | -              | 87.2%          |
| المجر                       | 51.9          | 2.6%           | 15.9%     | 3.0%    | 0.1%           | 73.5%          |

## الإلترام الديني

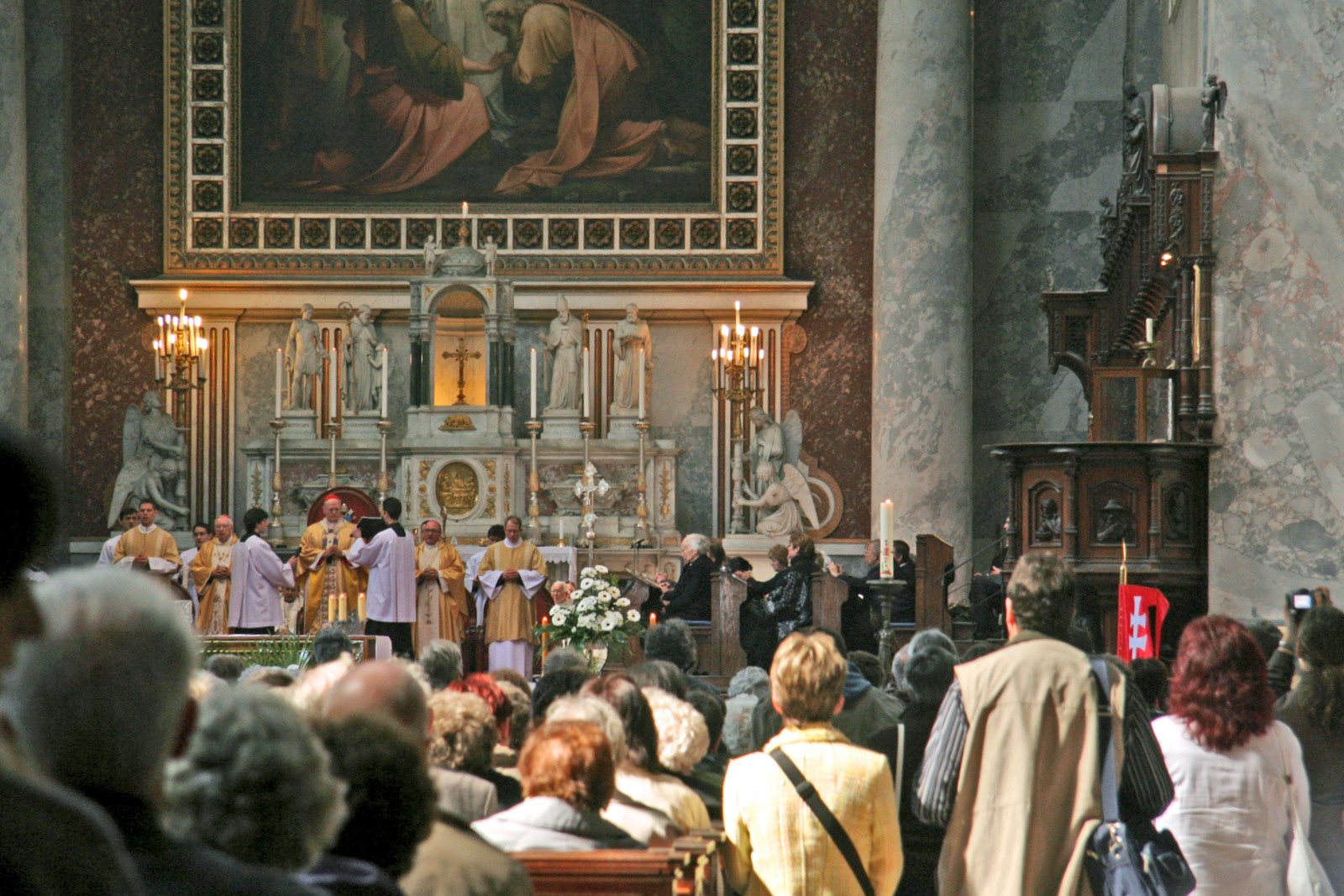
مجريون كاثوليك يؤدون الصلوات في بازليكا إستركوم.

وجدت دراسة قامت بها مركز بيو للأبحاث عام 2015 أنَّ حوالي 12% من المجريين الكاثوليك يُداومون على على حضور القداس على الأقل مرة في الأسبوع، بالمقارنة مع 26% يُداومون على حضور القداس على الأقل مرة في الشهر أو السنة. في حين أنَّ 21% من المجريين الكاثوليك يُداومون على الصلاة يوميًا.
وقد وجدت الدراسة أيضًا أنَّ حوالي 27% من المجريين الكاثوليك يُداوم على طقس المناولة ويصوم حوالي 31% خلال فترات الصوم. ويقدم حوالي 24% منهم الصدقة أو العُشور، ويقرأ حوالي 17% الكتاب المقدس على الأقل مرة في الشهر، في حين يشارك 12% معتقداتهم مع الآخرين. ويملك حوالي 45% من المجريين الكاثوليك أيقونات مقدسة في منازلهم، ويضيء حوالي 37% الشموع في الكنيسة، ويرتدي 30% الرموز المسيحيَّة. عمومًا حصل حوالي 97% من مجمل المجريين الكاثوليك على سر المعمودية، ويقوم 68% من الأهالي المجريين الكاثوليك بالتردد مع أطفالهم للكنائس، ويقوم 44% بإلحاق أولادهم في مؤسسات للتعليم الديني و48% بالمداومة على قراءة الكتاب المقدس والصلاة مع أولادهم.

### الهوية
قال حوالي 43% من المجريين أن كون المرء مسيحيًا هو جزءًا «هامًا ومركزي» أو إلى «حد ما» من الهوية الوطنية. وينقسم المجريين الكاثوليك بين أولئك الذين يقولون أن جوهر هويتهم المسيحيَّة هي في المقام الأول مسألة دينيَّة (13%)، وأولئك الذين يقولون أن هويتهم المسيحيَّة مرتبطة أساسًا بالتقاليد العائلية أو الهوية الوطنية (76%)، وأولئك الذين يقولون أنَّ هويتهم المسيحيَّة هي مزيج من الدين والتقاليد العائلية أو الهوية الوطنية (7%).
بحسب الدراسة أعرب حوالي 72% من المجريين الكاثوليك بأنَّ هويتهم المسيحيَّة هي مصدر فخر واعتزاز بالنسبة لهم، في حين قال 38% من المجريين الكاثوليك أنَّ لديهم شعور قوي بالانتماء للمجتمع الكاثوليكي في العالم، وقال 82% من المجريين الكاثوليك أنَّه سيربي أبناه على الديانة المسيحيَّة. ويوافق 43% من المجريين على التصريح أنَّ الكاثوليكيَّة هي عاملًا هامًا في الهوية الوطنيّة.